# Juana Villasmil
Juana Villasmil o más conocida como Doña Juana Villasmil, fue una mujer nativa de Maracaibo, de cuyo nombre deriva la localidad venezolana de Tía Juana y quien fue responsable de la construcción de la Catedral de Cabimas

## Primeros años
Juana nació en Maracaibo, probablemente a comienzos del siglo XIX. En 1823 contrajo nupcias con Lorenzo Romero, militar de origen español quien había heredado de su abuelo también Lorenzo Romero antiguo prefecto de Gibraltar las tierras comprendidas entre el río Ulé y el río Tamare. Juana tenía como herencia a su vez el hato la Rosa propiedad de su madre. La familia Romero Villasmil se muda entonces a Cabimas donde construyen la primera casa de tejas de la localidad.
Cabimas entonces era una villa de pescadores y hacendados formada por familias mudadas de Maracaibo.

## Primera iglesia de Cabimas
Juana Villasmil era una mujer muy piadosa que practicaba una devota fe católica, en aquel entonces Cabimas no contaba con ninguna iglesia donde recibir misa, por lo que se hacía necesario trasladarse hasta Santa Rita por lago (la vía terrestre se construyó en el siglo XX).
En 1829 Juana quien tenía una posición acomodada tomó la iniciativa de construir de su propio dinero una iglesia de barro y paja donde guardó un retrato de Nuestra Señora del Rosario y le escribió al obispo de la Diócesis de Mérida, Rafael Lasso de la Vega, para que le asignara un sacerdote.
El obispo aceptó la petición y envió al padre Juan de Dios Castro, quien fue el primer sacerdote de Cabimas.
La calle donde residían los Romero Villasmil fue conocida como calle el Rosario y actualmente va desde la iglesia hasta la avenida Andrés Bello.
Posteriormente en 1840 el obispo José Vicente de Unda García, elevó la iglesia de Nuestra Señora del Rosario a parroquia. Dicha iglesia fue remodelada y elevada a catedral en 1965.

## Fundación del Hato Tía Juana
La familia Romero Villasmil fundó en las tierras entre los ríos Ulé y Tamare el Hato Tía Juana, donde se dedicaron a la actividad ganadera.
En 1912 con la muerte de su último heredero Aniceto Romero Villasmil, guardias armados del gobierno de Juan Vicente Gómez, ocuparon el hato y lo expropiaron a favor de la empresa Royal Dutch Shell, la cual inició sus actividades en la zona. El nombre del hato se conservó en el campo petrolífero Tía Juana (los pozos tienen nomenclatura TJ, el pozo TJ – 1 descubrió petróleo en 1928) y en la localidad de Tía Juana, hoy capital del Municipio Simón Bolívar.

## Familia
Durante su vida Juana fue madre de 7 hijos, 5 hijas y 2 hijos. Todas sus hijas se casaron, mientras que sus hijos tuvieron hijos naturales. Juana enviudó y vivió largos años, y falleciendo a finales del siglo XIX.
Uno de sus nietos y último heredero fue Aniceto Romero Villasmil.

## Legado
El campo petrolífero Tía Juana y la población de Tía Juana llevan su nombre por ella. Fue la fundadora de la iglesia católica de Cabimas y de la que sería la Diócesis de Cabimas. En su honor la bandera del Municipio Simón Bolívar, lleva una rosa.